# Anisodes dispergaria
Anisodes dispergaria là một loài bướm đêm trong họ Geometridae.